# パロロ
パロロ（ハワイ語: Pālolo）はアメリカ合衆国ハワイ州ホノルルにある谷、小川、そして住宅地の名前である。このエリアはホノルルのダウンタウンから北東に約4マイルの場所にあり、ダイアモンドヘッドからは1マイル未満のところにある。他のハワイの住宅地と同様に、パロロ一帯は谷となっている。谷の山側（Mauka、本稿では北側を指す）では農業がおこなわれており、海側は（Makai、同じく南側をさす）は大体ワイアラエ通りまで続き、主に一世帯住宅が密集して住んでいる。
ハワイの伝統的な地域区分ではパロロはコナ・モク（ホノルル周辺をさす）に属するワイキキ・アフプアアにあるイリ（ʻili）の一つである。
パロロの谷の向こうにある山々の中に、死火山であるカアウ・クレーター（Kaʻau Crater）がある。
パロロ川（Pālolo Stream）は谷を流れ下ってマノア川（Mānoa Stream）と合流し、マノア・パロロ排水運河（Mānoa-Pālolo drainage canal）としてアラワイ運河に流れ込む。ハワイ語で「パロロ」は「粘土」を意味する。
ジャレット・ミドル・スクールとパロロ・エレメンタリー・スクール が当地に所在する。
パロロの谷は山側をコオラウ山脈によって区切られ、海側はカイムキに接している。ココヘッド側（本稿では東側をさす）はウィルヘルミナ・ライズ（Wilhelmina Rise）、エヴァ・ビーチ側（同じく西側）ではヴァアヒラ・リッジ（Waʻahila Ridge）で区切られている。